# Denis Caputo
Denis Federico Caputo Castillo (Córdoba, Provincia de Córdoba, Argentina, 21 de septiembre de 1989) es un futbolista argentino. Juega de delantero y su equipo actual es Gimnasia y Tiro de Salta.

## Clubes
| Club                     | País      | Año       |
| ------------------------ | --------- | --------- |
| Racing (Córdoba)         | Argentina | 2006-2008 |
| General Paz Juniors      | Argentina | 2009      |
| Talleres (Córdoba)       | Argentina | 2009-2010 |
| Cobresal                 | Chile     | 2010      |
| Central Norte            | Argentina | 2011-2012 |
| San Martín (Mza.)        | Argentina | 2012      |
| Universitario de Sucre   | Bolivia   | 2013      |
| 9 de Julio               | Argentina | 2014      |
| Gimnasia y Tiro de Salta | Argentina | Presente  |